# Відділ розслідування залізничних подій Великої Британії
Відділ розслідування залізничних подій (англ. Rail Accident Investigation Branch, RAIB) — це британська урядова агенція, яка незалежно розслідує залізничні аварії у Сполученому Королівстві та Євротунелі. Повноваження Відділу обмежені пошуком причини інциденту і не передбачають висування ним конкретних звинувачень.
Відділ зобов'язаний розслідувати залізничні інциденти, що спричинили смерть чи серйозні травми людей або значні збитки, а також має повноваження розслідувати інциденти, які потенційно могли призвести до подібних наслідків.

## Історія
У 1999 році віцеголова Вищого кримінального суду Вільям Каллен у звіті про залізничну катастрофу в Ледброк-Ґроув рекомендував створити при Міністерстві транспорту орган з розслідування залізничних інцидентів за тими самими принципами, що й Відділи з розслідування морських та авіаційних інцидентів, що відзначилися своїм професіоналізмом та об'єктивністю.
Протягом 2003 року Парламент ухвалив Закон про безпеку залізниць і транспорту, у якому оголосив про створення RAIB як незалежного органу, який має повноваження лише з'ясовувати факти та оцінювати причини інциденту, але не розподіляти провину чи встановлювати відповідальність. Також оговорено, що RAIB не забезпечує дотримання законодавства про безпеку та не здійснює кримінальне переслідування.
Відділ почав працювати 17 жовтня 2005 року; його директоркою-засновницею стала залізнична інженерка, членкиня Королівської інженерної академії Керолайн Ґріффітс.
До цього залізничні аварії розслідували Залізнична інспекція Його Величності (His Majesty's Railway Inspectorate, HMRI), що з 1990 року стала підрозділом Управління з охорони праці (Health and Safety Executive, HSE) і Британська транспортна поліція (якщо були підстави для підозри у вчиненні злочину). І якщо поліція в будь-якому разі залучалася при підозрі на злочин, то залучення HMRI як головного агентства з розслідування безпеки виклика́ло критику через те, що HSE могло проводити розслідування самостійно у випадку, якщо раніше те ж HSE схвалило застосування обладнання, через збій якого сталася аварія.
Створенням RAIB уряд також виконав свої зобов'язання відповідно до законодавства Європейського Союзу (Європейська Директива про безпеку залізничного транспорту 2004/49/EC) створити незалежний орган, який буде проводити розслідування залізничних інцидентів, не висуваючи звинувачень зі свого боку.

## Функції та структура
Повноваження RAIB визначені законодавством у «Положеннях про залізниці (розслідування нещасних випадків і звітування про них)» 2005 року, які в основному вимагають від Відділу розслідувати будь-які аварії чи небезпечні інциденти, які призвели до: смерті хоча б однієї людини, серйозного поранення п'яти і більше осіб і/або великих збитків рухомому складу, інфраструктурі чи навколишньому середовищу.
RAIB має повноваження розслідувати будь-які інциденти з залізничним транспортом, віддаючи перевагу тим, які можуть мати наслідки для безпеки залізниці або потенційно могли призвести до більш серйозної аварії. До юрисдикція RAIB поширюється на:
- національні залізничні мережі Сполученого Королівства, включаючи Північну Ірландію;
- Євротунель під Ла-Маншем (у співпраці з аналогічною установою Франції, Французьким бюро розслідування аварій на наземному транспорті[en]);
- Лондонський метрополітен, Метрополітен Ґлазґо та інші британські метро;
- трамвайні колії;
- традиційні залізниці (heritage railways), включаючи вузькоколійки від 350 мм; і
- канатні дороги довжиною від 1 км або більше.

Агентство має два операційні центри: один базується у Дербі, а інший — в аеропорту Фарнборо (до 2012 цей офіс знаходився у Вокінгу, Суррей. Головний інспектор (Chief Inspector) та заступник головного інспектора (Deputy Chief Inspector) працюють в офісах як Дербі, так і Фарнборо. Кожне відділення має дві інспекторські групи та свій оперативний допоміжний персонал.